# Scotonycteris
Scotonycteris is een geslacht van zoogdieren uit de familie van de vleerhonden (Pteropodidae). De wetenschappelijke naam van het geslacht werd in 1894 gepubliceerd door Paul Matschie.

## Soorten
Er worden 3 soorten in dit geslacht geplaatst:
- Scotonycteris bergmansi
- Scotonycteris occidentalis
- Scotonycteris zenkeri – Zenkervleerhond

Acerodon · Aethalops · Alionycteris · Aproteles · Balionycteris · Casinycteris · Chironax · Cynopterus · Desmalopex · Dobsonia · Dyacopterus · Eidolon · Eonycteris · Epomophorus · Epomops · Haplonycteris · Harpyionycteris · Hypsignathus · Latidens · Lissonycteris · Macroglossus · Megaloglossus · Melonycteris · Micropteropus · Mirimiri · Myonycteris · Nanonycteris · Neopteryx · Notopteris · Nyctimene · Otopteropus · Paranyctimene · Penthetor · Plerotes · Ptenochirus · Pteralopex · Pteropus · Rousettus · Scotonycteris · Sphaerias · Styloctenium · Syconycteris · Thoopterus